# Donald Hornig
Donald Frederick Hornig (* 17. März 1920 in Milwaukee, Wisconsin; † 21. Januar 2013 in Providence, Rhode Island) war ein US-amerikanischer Chemiker. Er war Hochschullehrer an der Princeton University und Präsident der Brown University sowie Präsidentenberater unter Lyndon B. Johnson.

## Leben
Hornig studierte Chemie an der Harvard University, an der er 1940 seinen Bachelor-Abschluss erwarb und 1943 bei Edgar Bright Wilson mit der Arbeit An Investigation of the Shock Wave Produced by an Explosion in Air promoviert wurde. Im Zweiten Weltkrieg arbeitete er im Labor für Unterwasserexplosionen in Woods Hole und danach im Manhattan Project in Los Alamos. Er war Gruppenleiter und arbeitete an den Zündungen für die Plutoniumbombe und richtete diese in der Trinity-Explosion der ersten Atombombe ein. 1946 wurde er Assistant Professor an der Brown University und 1951 Professor. Ab 1957 war er Professor an der Princeton University, an der er auch zeitweise der Chemie-Fakultät vorstand.
1969 ging er zur Eastman Kodak Company als Manager und 1970 wurde er als Nachfolger von Ray Heffner Präsident der Brown University, was er bis 1976 blieb. Danach war er Professor für Chemie in Public Health an der Harvard University (School of Public Health) und war 1987 bis 1990 Vorsitzender der Abteilung Umweltgesundheit (Environmental Health). 1990 ging er in den Ruhestand.

## Werk
Er befasste sich mit Detonations- und Stoßwellen, Molekülspektroskopie, Spektren von Kristallen, schnellen Reaktionen, theoretischer Chemie.

## Ehrungen und Mitgliedschaften
1957 wurde er Mitglied der National Academy of Sciences, und er war Mitglied der American Academy of Arts and Sciences und der American Philosophical Society. Er war vielfacher Ehrendoktor, Guggenheim- und Fulbright-Stipendiat. Hornig wurde noch unter John F. Kennedy in das wissenschaftliche Beratergremium des Präsidenten berufen und diente dort ab Januar 1964 unter dessen Nachfolger Lyndon B. Johnson, mit dem er aber nicht gut auskam. 1967 erhielt er den  Charles Lathrop Parsons Preis der American Chemical Society.

## Privates
1943 heiratete er die Wissenschaftlerin und Feministin Lilli Hornig (geborene Schwenk, 1921–2017), die er in Los Alamos kennenlernte und  mit der er drei Töchter und einen Sohn hatte.